# 19826 Петвокер
19826 Петвокер (19826 Patwalker) — астероїд головного поясу, відкритий 24 вересня 2000 року.
Тіссеранів параметр щодо Юпітера — 3,221.